# 石泰峰
石泰峰（1956年9月—），山西榆社人，中国共产黨、中华人民共和国政治人物，副国级领导人。现任中共中央政治局委员、中共中央书记处书记、中共中央组织部部长、十四届全国政协副主席兼党组副书记。北京大学法律系法学基础理论毕业，研究生学历，法学硕士学位。曾担任中共中央党校副校长、中共江苏省委副书记、中共苏州市委书记、江苏省人民政府省长、中共宁夏回族自治区党委书记、中共内蒙古自治区党委书记、中国社会科学院院长等职务；历任第十八届中央候补委员、第十九届中央委员、第二十届中央政治局委员和中央书记处书记。

## 生平

### 早年经历
石泰峰1974年5月参加工作，任山西省榆社县大寨公社知青。1975年9月，在山西机床厂技工学校学习。1977年7月，任山西机床厂第五车间工人。1978年9月，考入北京大学法律系，是日后担任国务院总理李克强的本科同学。1982年6月加入中国共产党。1982年本科毕业后考取北京大学法律系的研究生，导师为沈宗灵，硕士学位论文题目为《恩格斯法律观初探》。

### 中央党校
1985年7月，研究生毕业后，石泰峰任中共中央党校法学教研室教师。其间于1987年11月至1988年11月，挂职任中共河北省宁晋县委副书记。1990年6月，任中共中央党校科学社会主义教研部法学室副主任。1991年9月至1992年9月，在荷兰阿姆斯特丹大学法学院进修。1992年9月，任中共中央党校科学社会主义教研部法学室主任。1995年11月获得教授职称，1996年3月，任中共中央党校政法教研部副主任。1999年1月，任中共中央党校政法教研部主任。1999年10月，任中共中央党校校务委员会委员兼政法教研部主任。2000年12月，任中共中央党校校务委员会委员兼组织部部长、政法教研部主任。
2001年7月，石泰峰任中共中央党校副校长兼组织部部长、政法教研部主任，晋升副部级。2002年2月，任中共中央党校副校长兼政法教研部主任。2002年4月，任中共中央党校副校长。2008年2月，当选第十一届全国人大代表，任第十一届全国人大常委会委员、全国人大法律委员会委员。

### 江苏省
2010年9月，调任中共江苏省委常委、组织部部长。
2011年8月，升任中共江苏省委副书记。
2012年11月，在中国共产党第十八次全国代表大会上，当选为第十八届中央候补委员。
2014年6月，兼任中共苏州市委书记。
2015年11月，任江苏省人民政府副省长、代理省长，晋升正部级。
2016年1月，正式當選为江蘇省人民政府省長，同月被补选为第十二届全国人民代表大会代表。

### 宁夏回族自治区
2017年4月，调任中共宁夏回族自治区党委书记。
2017年6月，當選为宁夏回族自治區人大常委會主任。
2017年10月，在中国共产党第十九次全国代表大会上当选为第十九届中央委员。
2018年2月，当选为第十三届全国人大代表。

### 内蒙古自治区
2019年10月，转任中共内蒙古自治区党委书记。
2020年1月，当选内蒙古自治区人大常委会主任。
在内蒙古期间，其按照中央纪委国家监委的纪检监察建议，在内蒙古大力反腐，进行煤炭资源领域违规违法问题专项整治，倒查20年涉煤腐败，许多厅级官员相继落马被查。同时，他也在蒙古族中小学推行汉语教学。

### 中国社会科学院
2022年4月，石泰峰不再担任中共内蒙古自治区党委书记职务，调任中国社会科学院院长、党组书记。
2022年6月，任第十三届全国人民代表大会教育科学文化卫生委员会副主任委员。

### 中央政治局

#### 中央统战部及全国政协
2022年10月，石泰峰在中共二十届一中全会上当选为中共中央政治局委员、中央书记处书记（排名第二），晋升副国级，成为党和国家领导人，同月出任中央统战部部长，成为继孙春兰之后第二位由中共中央政治局委员兼任的中央统战部部长。当月底不再担任第十三届全国人民代表大会教育科学文化卫生委员会副主任委员职务。
2022年12月，不再兼任中国社会科学院院长、党组书记职务。
2023年1月，当选为第十四届全国政协委员。
2023年3月，当选为第十四届全国政协副主席，在23位副主席中排名第一，成为自王刚之后十年以来首位以中共中央政治局委员身份兼任的全国政协副主席；同月，任中共全国政协党组副书记。

#### 中央组织部
2025年3月31日，中共中央政治局召开会议。《星岛日报》报道，中共中央在該次會議上決定，對調石泰峰與中央組織部部長李干杰的职务。4月2日傍晚，新华社和中组部主管的共产党员网分别发布消息，石泰峰于当日以中共中央组织部部长的身份听取部机关深入贯彻中央八项规定精神学习教育开展情况，而原中共中央组织部部长李干杰则当日以中共中央统战部部长的身份主持各民主党派中央、无党派人士长江生态环境保护民主监督工作座谈会，即向外界公布二人已完成职务对调。《星岛日报》认为，虽然中共党内一直存在干部交流，但如此高级别领导人的对调仍然是相当罕见的。